# Guo Sijia
Guo Sijia (* 14. Februar 1999) ist eine chinesische Leichtathletin, die sich auf den Weitsprung spezialisiert hat.

## Sportliche Laufbahn
Erste internationale Erfahrungen sammelte Guo Sijia im Jahr 2023, als sie bei den World University Games in Chengdu mit einer Weite von 6,24 m den fünften Platz belegte. 2025 belegte sie bei den Asienmeisterschaften in Gumi mit 6,10 m den siebten Platz.
2020 wurde Guo chinesische Meisterin im Weitsprung im Freien sowie 2023 und 2024 in der Halle.